# Kinnarp
Kinnarp ist eine Ortschaft (tätort) in der schwedischen Provinz Västra Götalands län und der historischen Provinz Västergötland.
Der Ort in der Gemeinde Falköping liegt etwa 10 Kilometer südlich von Falköping und ist ein Industrieort, welcher vom Büromöbelhersteller Kinnarps dominiert wird.

## Bevölkerungsentwicklung
Der Ort hatte im Jahr 1960 292 Einwohner, welche sich seither bis ins Jahr 1990 mehr als verdreifacht haben. Seither fallen die Einwohnerzahlen fast kontinuierlich, im Jahr 2019 lebten 960 Menschen in dem Ort.
| Jahr      | 1960 | 1965 | 1970 | 1975 | 1980 | 1990 | 1995 | 2000 | 2005 | 2010 | 2015 | 2016 | 2017 | 2018 | 2019 |
| --------- | ---- | ---- | ---- | ---- | ---- | ---- | ---- | ---- | ---- | ---- | ---- | ---- | ---- | ---- | ---- |
| Einwohner | 292  | 399  | 835  | 1008 | 1050 | 1053 | 1036 | 975  | 948  | 917  | 962  | 978  | 968  | 981  | 960  |

## Klima
Der Ort im eher südlichen Teil Schwedens liegt in der gemäßigten Klimazone. Die Temperaturen liegen im Jahresmittel bei 7 °C, wobei der kälteste Monat Januar ist. In dem Monat liegt die Temperatur im Mittel bei −1 °C, wobei es im August mit 20 °C im Mittel am wärmsten ist. Das ganze Jahr über fällt wenig Niederschlag – am meisten fällt im Monat Juni, hier sind es 17 mm. Im Januar fällt an 12 von 31 Tagen Schnee.

## Sonstiges
Durch die Lage am schwedischen Riksväg 46, welcher in Nord-Süd-Richtung etwa eine Länge von 69 km aufweist ist der Ort an den Fernverkehr angebunden. Es fahren mehrmals täglich Busse in die nächsten Städte Ulricehamn oder Fälköping.
Der Ort verfügt neben der Anbindung an den ÖPNV auch über verschiedene andere Infrastrukturelle Einrichtungen wie etwa eine Schule oder verschiedene Unternehmen. Besonders sticht dabei der Büromöbelhersteller Kinnarps hervor, welcher sich durch viele Arbeitsplätze und die Büromöbel national einen Namen geschaffen hat.
Auch eine Kirche befindet sich in dem Ort.

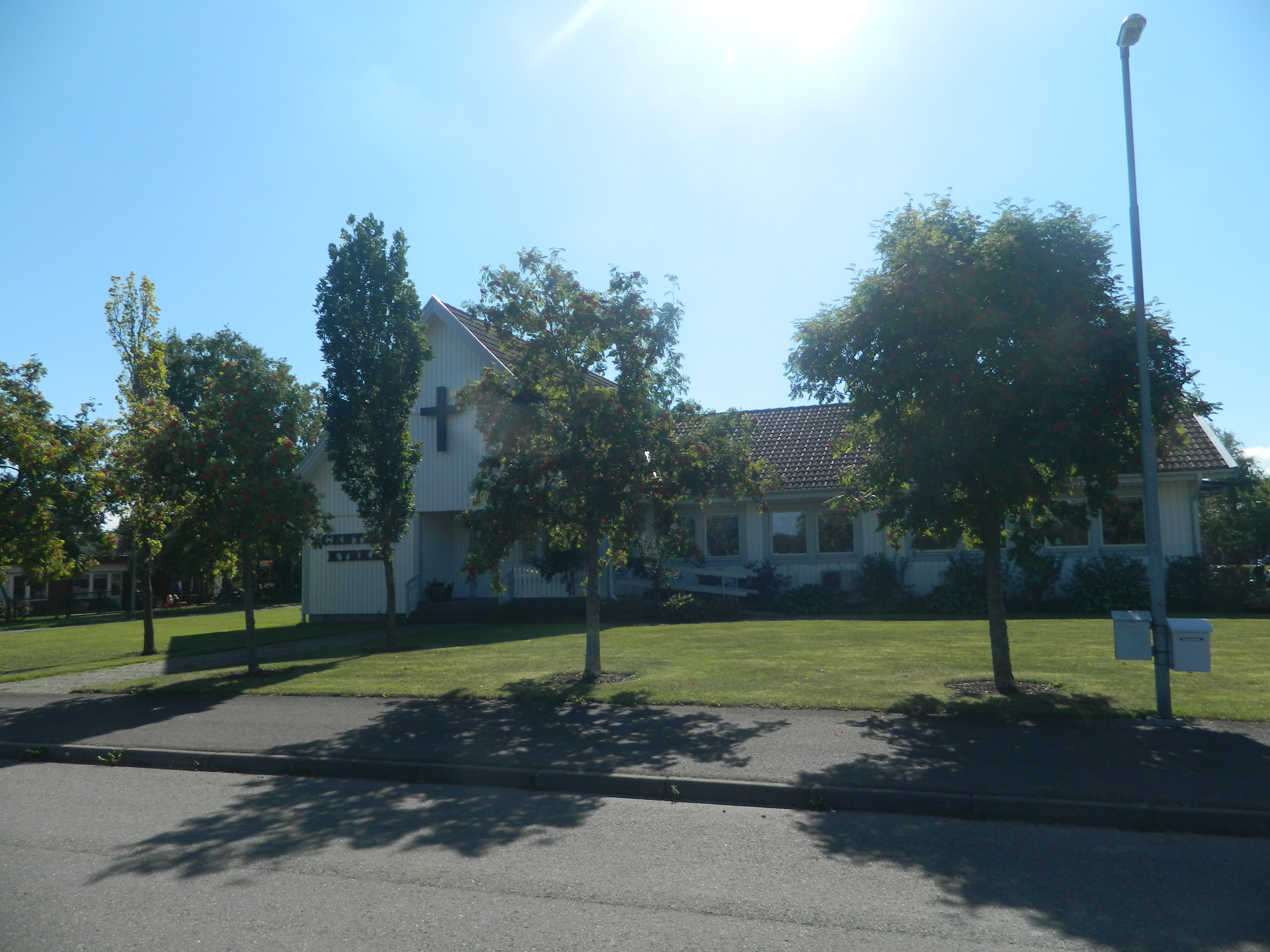
Die Kirche im Jahr 2015